# Classe Kasuga
La classe Kasuga (春日型巡洋艦, Kasuga-gata junyōkan) era una classe di incrociatori corazzati della Marina imperiale giapponese costruiti in Italia e basati sugli incrociatori della classe Giuseppe Garibaldi, sviluppata in Italia alla fine dell'800. 
La classe Kasuga comprendeva gli incrociatori Kasuga e Nishin